# سنت واحد نيوفندلاند
لأن نيوفندلاند لم تنضم إلى كندا حتى عام 1949، فقد احتفظت بعملتها الخاصة لعقود عديدة. اعتمدت عملتها العشرية الخاصة عام 1863. وبالمقارنة مع المستعمرات البريطانية الأخرى قبل الاتحاد، كان لديها تشكيلة واسعة من العملات العشرية (بما في ذلك عملة العشرين سنتًا ‏). كانت أهم عملة في نيوفندلاند هي الدولار الأمريكي الإسباني (العملة المكونة من 8 ريالات، ولذلك حددت حكومة نيوفاوندلاند قيمة الدولار لهذه العملة. كان السنت العشري الجديد مساويًا لنصف البنس البريطاني، وكان 4.80 دولارًا أمريكيًا مساويًا لجنيه إسترليني واحد.

## صورة الملكة فيكتوريا الحائزة على جائزة، 1865–1876

### التحديد
| السنين      | المصممون                       | النقاش          | التركيب                      | وزن       | القطر    |
| ----------- | ------------------------------ | --------------- | ---------------------------- | --------- | -------- |
| 1865 – 1876 | ليونارد سي. واين وهوراس مورهين | توماس ج. مينتون | .95 نحاس، .04 قصدير، .01 زنك | 5.67 جرام | 25.53 مم |

### سك النقود
| سنة وعلامة سك النقود | ضرب النقود |
| -------------------- | ---------- |
| 1865                 | 240,000    |
| 1872هـ               | 200,000    |
| 1873                 | 200,000    |
| 1876هـ               | 200,000    |

### 1880–1896
أصناف عام 1880: هناك ثلاثة أصناف من التاريخ لعام 1880. الأول له 0 ضيق في التاريخ، بينما الثاني والثالث لهما 0 عريض في مواضع مختلفة. سيكون موضع 0 العريض إما متساويًا أو منخفضًا مقارنة بالأرقام الأخرى.

### سك النقود
| سنة وعلامة سك النقود | ضرب النقود |
| -------------------- | ---------- |
| 1880                 | 400,000    |
| 1885                 | 40,000     |
| 1888                 | 50,000     |
| 1890                 | 200,000    |
| 1894                 | 200,000    |
| 1896                 | 200,000    |

## إدوارد السابع 1904–1909
كان تصميم الوجه الخلفي تعديلاً طفيفاً على الوجه الخلفي الفيكتوري. فبدلاً من التاج الإمبراطوري، استُبدل بتاج القديس إدوارد. كان تمثال الملك إدوارد السابع مشابهاً لمعظم العملات الكندية في تلك الحقبة. أما الفرق مع عملات نيوفندلاند فهو أن التمثال النصفي على التمثال أكبر، وحجم الحرف في الشرح صغير جداً.

### التحديد
| المصمم          | النقاش                | التركيب                      | وزن       | القطر    |
| --------------- | --------------------- | ---------------------------- | --------- | -------- |
| جي دبليو ديسولس | دبليو إتش جيه بلاكمور | .95 نحاس، .04 قصدير، .01 زنك | 5.67 جرام | 25.53 مم |

### سك النقود
| التاريخ وعلامة سك النقود | ضرب النقود |
| ------------------------ | ---------- |
| 1904هـ                   | 100,000    |
| 1907                     | 200,000    |
| 1909                     | 200,000    |

## جورج الخامس 1913–1936
الوجه الخلفي لهذه العملات مطابق تمامًا لوجه عملات إدوارد السابع. كان تمثال الملك جورج الخامس مطابقًا لتماثيل العملات الكندية. جميع العملات المصنّعة في دار سك العملة في أوتاوا تحمل علامة سك العملة C للدلالة عليها.

### التحديد
| المصمم                | النقاش              | التركيب (1913 – 1920)        | التركيب (1926 – 1936)           | الوزن     | القطر (1913، 1929 – 1936) |
| --------------------- | ------------------- | ---------------------------- | ------------------------------- | --------- | ------------------------- |
| السير إي. بي. ماكينال | السير إي بي ماكينال | .95 نحاس، .04 قصدير، .01 زنك | .955 نحاس، .030 قصدير، .015 زنك | 5.67 جرام | 25.53 مم                  |

### سك النقود
| التاريخ وعلامة سك النقود | ضرب النقود |
| ------------------------ | ---------- |
| 1913                     | 400,000    |
| 1917 ج                   | 702,350    |
| 1919 ج                   | 300,000    |
| 1920م                    | 302,184    |
| 1929                     | 300,000    |
| 1936                     | 300,000    |

## جورج السادس 1938–1947
في عام 1937، راجعت حكومة نيوفندلاند خيار التحويل إلى سنت أصغر. كانت الحجج المؤيدة لذلك متعلقة بالتكلفة. سيحمل الوجه الخلفي الجديد نبات الإبريق، وهو نبات موطنه الأصلي نيوفندلاند، على الرغم من أن الكثيرين شعروا أن العملة كانت صغيرة جدًا وأن النبات كان له مظهر غير طبيعي. خلال الحرب العالمية الثانية، صنعت سنتات نيوفاوندلاند في أوتاوا بدلاً من إنجلترا. وقد حدث ذلك لتجنب مخاطر الشحن عبر المحيط الأطلسي. على الرغم من أن العملات المعدنية المصنعة في أوتاوا بين عامي 1940 و1947 تحمل علامة دار سك العملة C للدلالة على أنها صنعت في أوتاوا، إلا أن علامة دار سك العملة C غير موجودة في إصدارات عامي 1940 و1942.

### التحديد
| المصمم        | النقاش          | التركيب                         | وزن       | القطر    |
| ------------- | --------------- | ------------------------------- | --------- | -------- |
| بيرسي ميتكالف | والتر ج. نيومان | .955 نحاس، .030 قصدير، .015 زنك | 3.24 جرام | 19.05 مم |

### سك النقود
| التاريخ وعلامة سك النقود | ضرب النقود |
| ------------------------ | ---------- |
| 1938                     | 500,000    |
| 1940                     | 300,000    |
| 1941 ج                   | 827,662    |
| 1942                     | 1,996,889  |
| 1943 ج                   | 1,239,732  |
| 1944 ج                   | 1,328,776  |
| 1947 ج                   | 313,772    |

كلا العملتين من عامي 1940 و1941 لهما نسختان معاد نقشهما أو ثقبهما. أحيانًا يظهر التاريخ كاملاً معاد نقشه، وأحيانًا أخرى يظهر الرقم 4 فقط متبوعًا بالرقم 0 أو 1. أرقام عملتي 1940 و1941 المعاد نقشهما والمسكوكتين مُضمنة في إجمالي أرقام السك. تُعد النسخ المعاد نقشها أندر بكثير، وبالتالي فهي مرغوبة أكثر لدى هواة الجمع.